# HD 182272
HD 182272，又名BD+33 3434，SAO 68215、HR 7359，是一颗恒星，视星等为6.06，位于銀經66.25，銀緯8.71，其B1900.0坐标为赤經19h 18m 48.7s，赤緯+33° 8.71′ 37″。